# Armagh, Pennsylvania
Armagh, Pennsylvania (енгл. Armagh) град је у америчкој савезној држави Пенсилванија.

## Демографија
По попису из 2010. године број становника је 122, што је 9 (-6,9%) становника мање него 2000. године.
| Група             | 2000.        | 2010.       |
| Белци             | 131 (100,0%) | 119 (97,5%) |
| Афроамериканци    | 0 (0,0%)     | 1 (0,8%)    |
| Азијати           | 0 (0,0%)     | 0 (0,0%)    |
| Хиспаноамериканци | 0 (0,0%)     | 1 (0,8%)    |
| Укупно            | 131          | 122         |